# 仲門
「仲門」（英語：Gate of Wisdom），原題「門」，銅鑄雕塑，1986年製成，是台灣雕塑家朱銘的「太極系列」中最後一個大系列「拱門」的首件正式作品。作品製作期間，朱銘曾經來港。後經由司徒惠贈送給香港中文大學，並於1987年12月揭幕，現安放於大學圖書館正門前，成為了中大本部重要地標之一。朱銘於2006年到香港保養「門」，並重題為「仲門」。中大學生大都把「仲門」以及其所在地台稱為「烽火台」，而中大官方亦曾使用「烽火台」一名稱呼「仲門」及其所在地台。

## 藝術特色
「仲門」外形如兩人對招，跟學術切磋砥礪的精神暗通。「仲門」表面的質感跟中大的石壁相似，既是「太極系列」的一個新變化，也跟環境和諧地融合。跟單件作品的不同之處是──單件太極作品因為要刻畫動感，有需要營造一種近乎失衡的感覺，從而展示平衡和動感，但在兩個組件組合成的作品中，兩種失衡剛好能夠互補成為穩定的形狀，卻能保存動態，所以能給人一種圓滿的感覺。

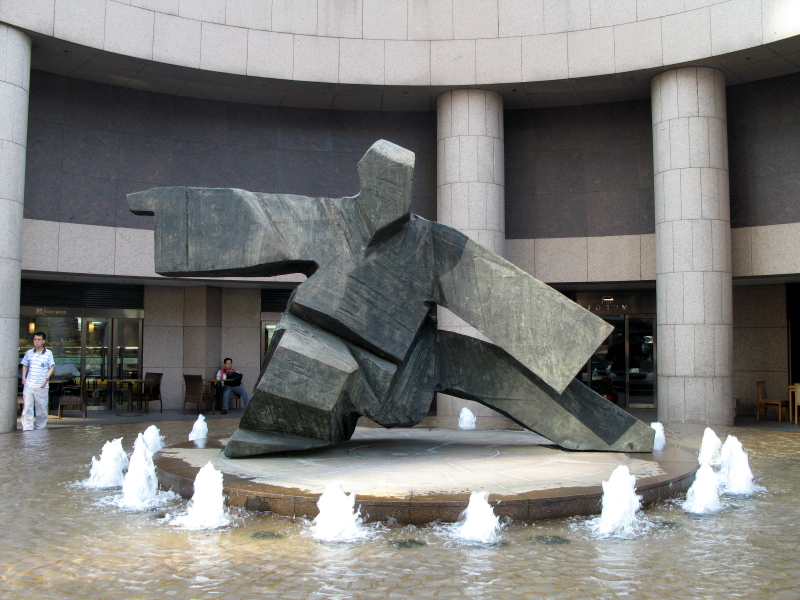
安放於香港交易廣場的「單鞭下勢」，為「太極」系列中的單件作品
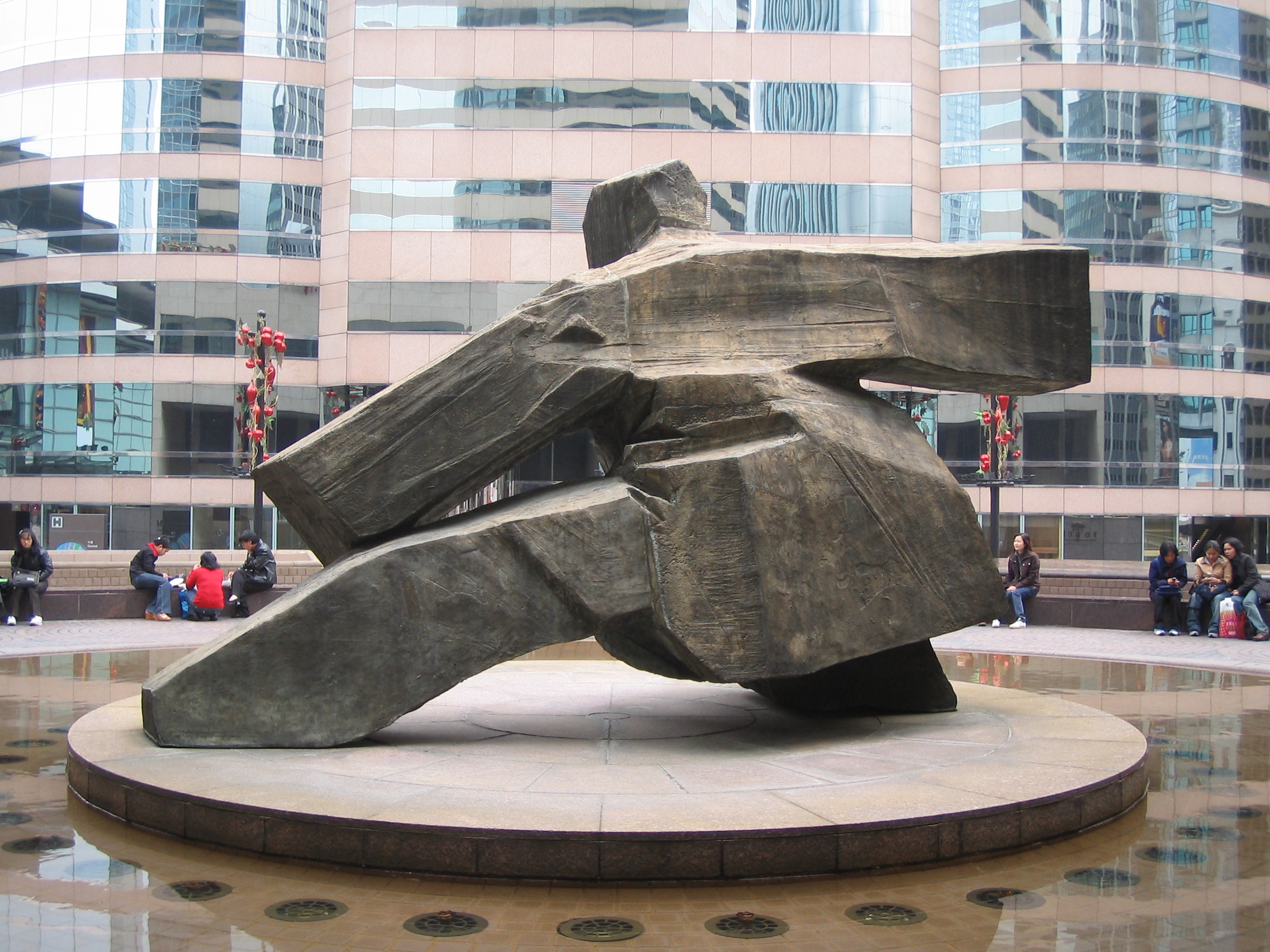
藉此可比較單件作品和雙組件作品的藝術特色
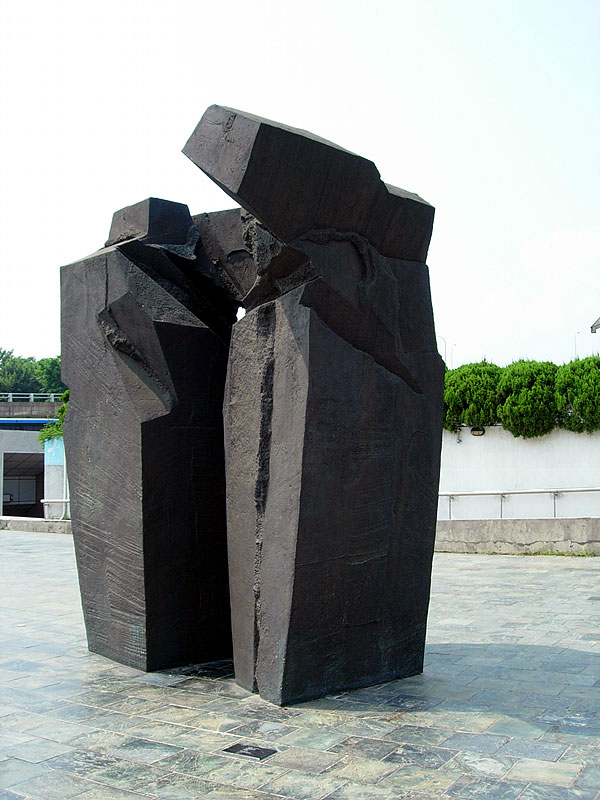
安放於臺灣苗栗市的青銅製雕塑「太極拱門」，朱銘的同系列另一作品，2000年

## 環境

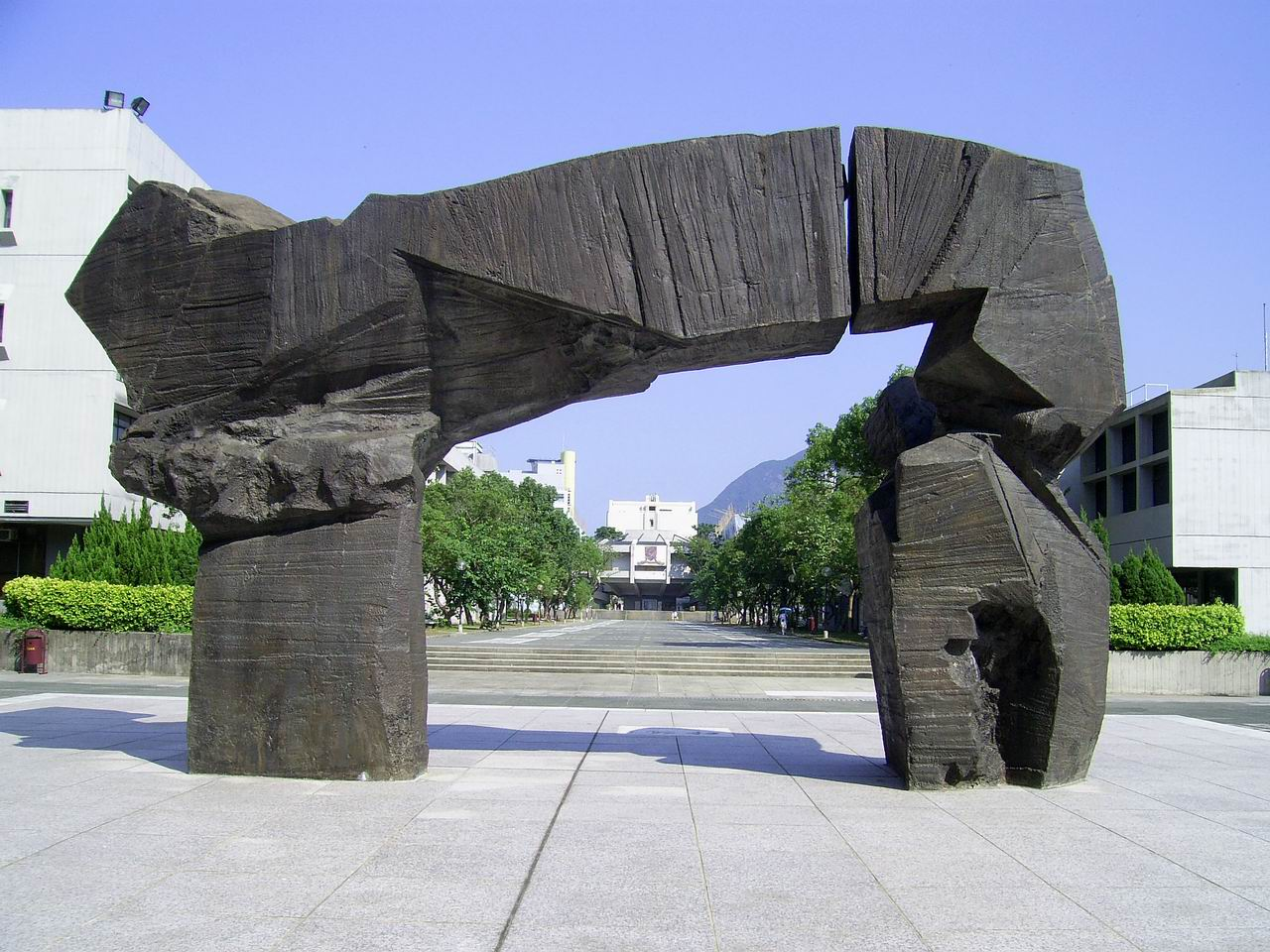
「仲門」，朱銘的「太極系列」中最後一個大系列「拱門」的首件正式作品。從香港中文大學大學圖書館方向望去百萬大道東端、位於科學館中央的銘澤樓

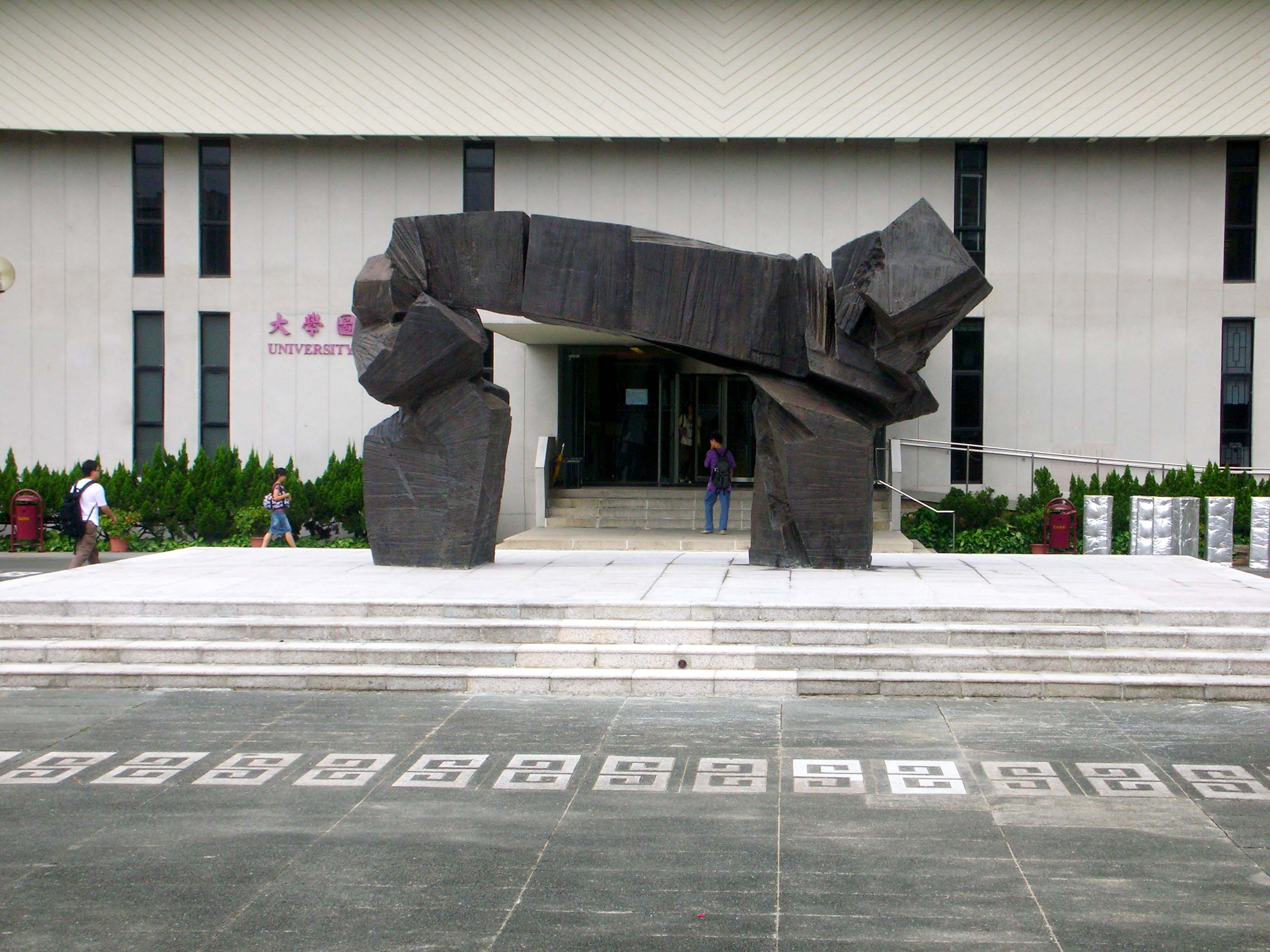
「仲門」後方為香港中文大學大學圖書館

「仲門」目前安放於香港中文大學本部「百萬大道」，大學圖書館正門前，是中文大學經常舉行會議、論壇等公開活動的地方，如反對大學四年制改三年制、支援中國大陸學生運動、回應政府官員就基本法二十三條立法的諮詢等。2008年，因應即將實施的四年大學制，中大校長劉遵義建議暫時拆除「烽火台」以擴建大學圖書館，引起中大學生激烈反對。中大學生有一個傳言，就是向大學圖書館方向穿過「仲門」會得到一級榮譽畢業，向科學館方向穿過「仲門」就不能畢業（亦有說指由任何方向穿過仲門，均會導致被勒令退學或畢業前意外身亡）。朱銘到中大為雕塑進行翻新工程時聽聞這傳說，為了讓學生覺得這雕塑是可親近和穿越的，便把它重新命名為「仲門」，並題以英文名「Gate of Wisdom」（意即智慧之門）。2011年12月14日，朱銘曾到中大發表題為「藝術即修行」的演講，向聽眾分享創作「仲門」的故事和經歷，並闡述他的藝術和創作理念，強調修行的重要。翌日，朱銘獲中大頒授榮譽文學博士學位，以表揚其對發揚藝術和文化傳承的傑出貢獻。